# Danelle Umstead
Danelle Umstead est une skieuse alpine handisport américaine, née le 15 février 1972 à Des Plaines.

## Palmarès

### Jeux paralympiques
| Épreuve / Édition | Vancouver 2010 | Sotchi 2014 | Pyeongchang 2018 | Pékin 2022 |
| ----------------- | -------------- | ----------- | ---------------- | ---------- |
| Descente          | Bronze         | 5e          | DNF              | —          |
| Super-G           | 4e             | 4e          | 6e               | —          |
| Slalom géant      | 8e             | —           | 8e               | 13e        |
| Slalom            | DNF            | 4e          | DSQ              |            |
| Super combiné     | Bronze         | Bronze      | 8e               | —          |